# Takifugu pseudommus
Takifugu pseudommus és una espècie de peix de la família dels tetraodòntids i de l'ordre dels tetraodontiformes.

## Morfologia
- Els mascles poden assolir 35 cm de longitud total.
- Nombre de vèrtebres: 21-22.[5][6]

## Hàbitat
És un peix marí i de clima temperat.

## Distribució geogràfica
Es troba a Àsia: el Mar Groc i el nord de la Mar de la Xina Oriental.

## Observacions
- Els seus ovaris, fetge, pell i intestins són tòxics.[8]
- No es pot menjar, ja que és verinós per als humans.[9]